# Stazione di Rescaldina
La stazione di Rescaldina è una stazione ferroviaria posta sulla linea Saronno-Novara, a servizio dell'omonimo comune.

## Storia
La prima stazione di Rescaldina fu attivata nel 1887 come parte della linea Novara-Seregno.

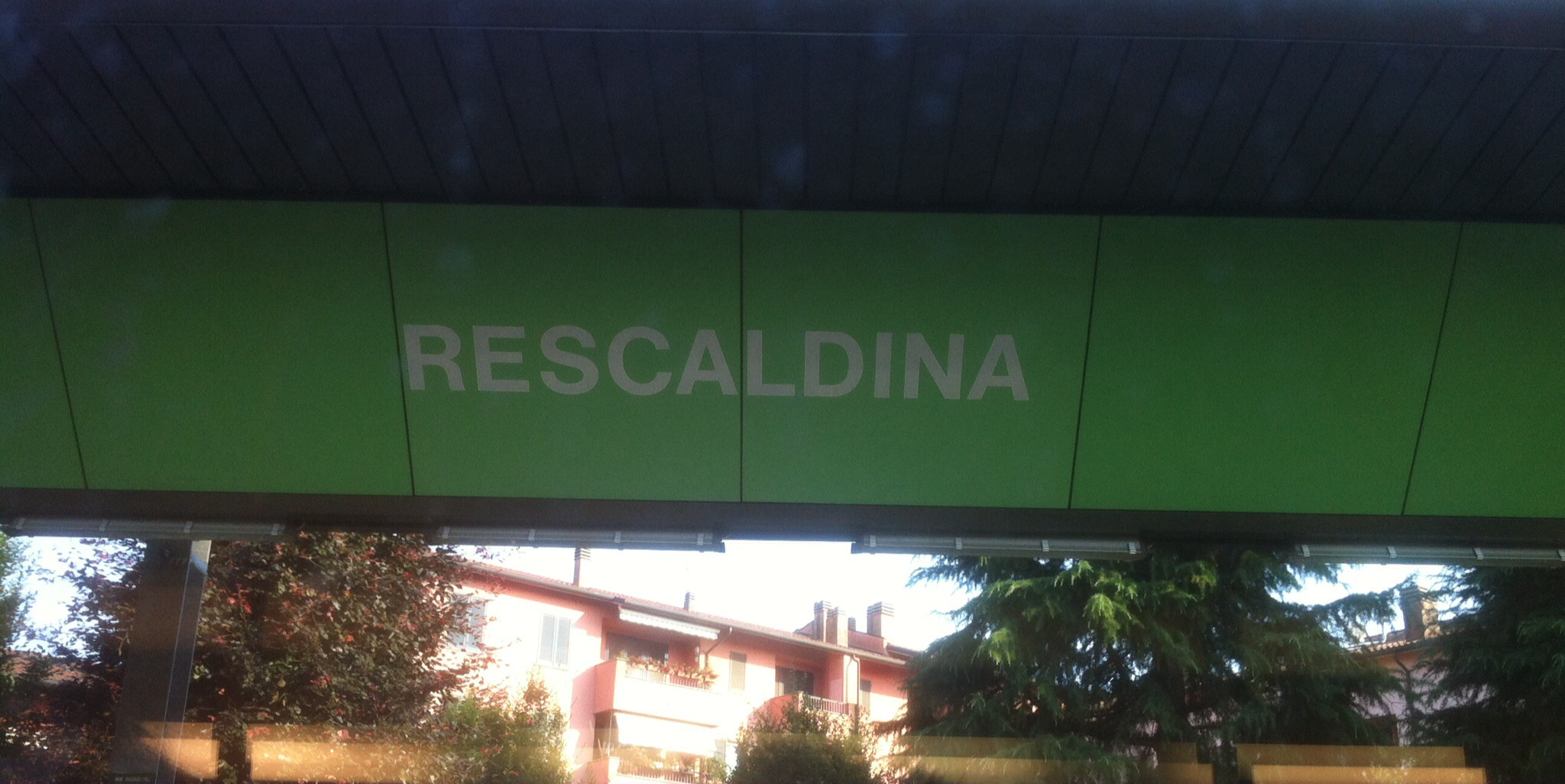
L'insegna prima dei binari in una fotografia del 2017

In occasione del raddoppio della tratta ferroviaria, la vecchia stazione fu sostituita da un nuovo impianto, posto alcune centinaia di metri più ad est, attivato il 17 settembre 1990. Il vecchio fabbricato viaggiatori si trovava dove ora sorge il sottopasso ciclo-pedonale sito in via Olona.

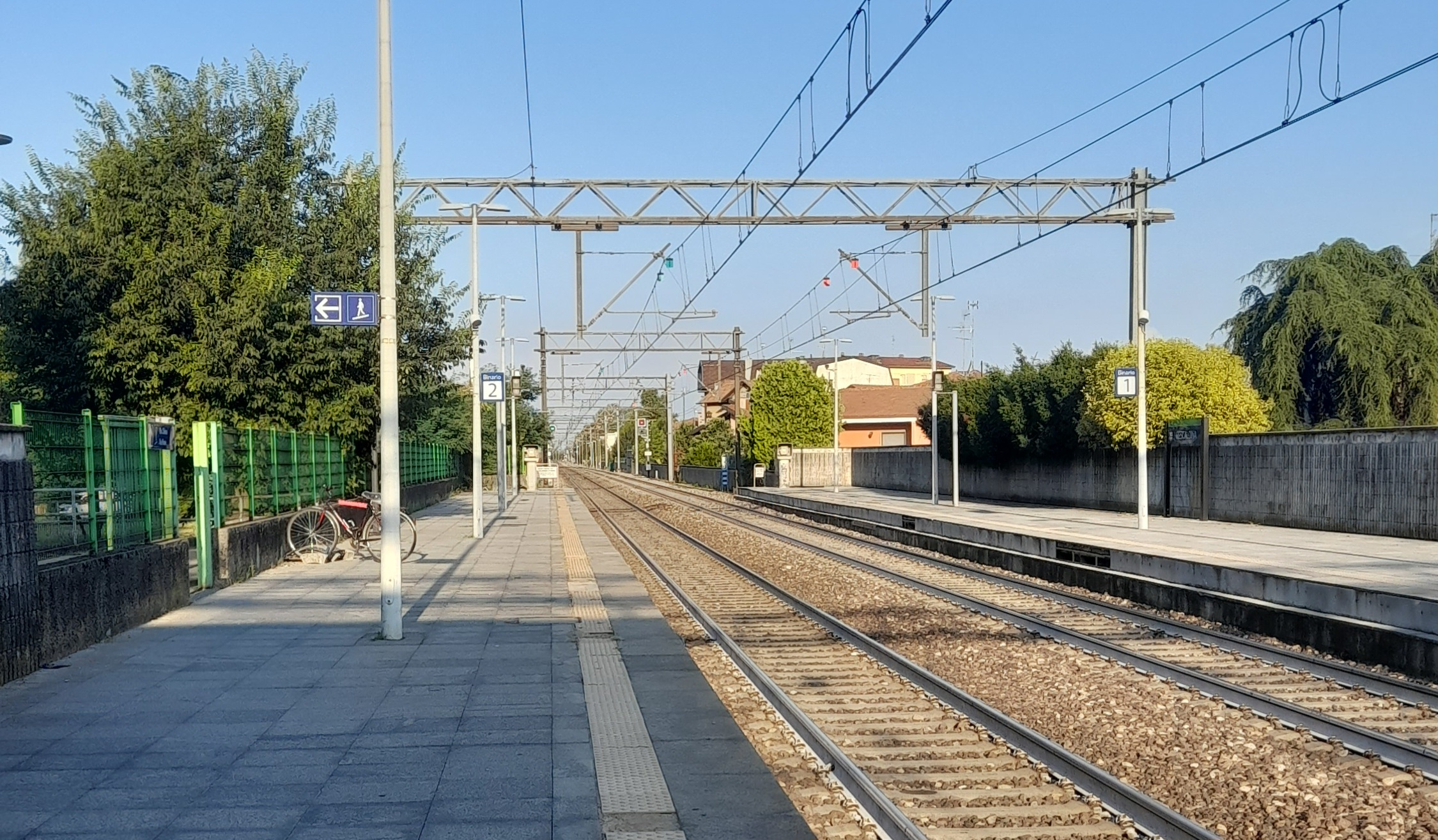

Con i lavori di raddoppio della linea è stato anche eliminato il passaggio a livello di via Matteotti, sostituito da un sottopasso stradale.

## Movimento
La stazione è servita dai treni regionali in servizio sulle tratte Milano–Saronno–Novara e Milano–Saronno–Malpensa.